# Ivan Trnski
Ivan Trnski (Nova Rača, 1819. május 1. – Zágráb, 1910. június 30.), horvát író, költő, műfordító, a Horvát Írószövetség első elnöke, Zágráb város díszpolgára, a Matica hrvatska hetedik elnöke.

## Élete
Családja a Kapronca melletti Kamarcsa faluból származik, de ő már a Belovár melletti Stara Rača faluban született tanítói családban. Az általános iskolát 1830-ban Grobosincon végezte. Apja halála után 11 évesen a zágrábi püspöki árvaházba került. A zágrábi Klasszikus Gimnáziumba járt, ahol 1837-ben érettségizett, majd ezután Grazban elvégezte a hároméves közigazgatási határőrtiszti tanfolyamot. 1865-ben Szluin képviselőjeként beválasztották a száborba. A krajnai katonai közigazgatásban 1867-ben alezredessé, 1869-ben pedig ezredessé léptették elő. 1871 júliusától 1872 februárjáig Belovár vármegye ideiglenes ügyvivője volt, amikor Lónyay Menyhért miniszterelnök nyomására lemondott hivataláról.
1872-től Zágrábban élt. 1901-1902-ben a Matica hrvatska elnöke volt. A Matica „Vijenac” nevű folyóiratának egyik alapítója volt, amelynek nevét az 1869-ben, a lap első számában megjelentetett „Pjesma uz vienac” című költeménye adta. Račai Sárkányként tagja volt a Horvát Sárkány Testvérek Társaságának is, valamint tiszteletbeli tagja a Szentpétervári Szent Cirill és Metód Társaságnak. Zágrábban halt meg 1910. június 30-án.

## Munkássága
Verseket (hazafias költeményeket, alkalmi és népszerű dalokat és novellákat) írt, angol, német, orosz és cseh nyelvből fordított (Shakespeare, Schiller és Puskin műveit), nyelvi és metrikai kérdésekkel foglalkozott. Egyesek a horvát költészetről szóló vita (Vijenac, 1874) miatt a horvát metrika (időmérték) atyjának nevezték. A kortársak koszorús költőjükként (az illír mozgalomért a legnagyobb lírai költőként méltatták) és az emberi jogok harcosaként ünnepelték, a későbbi kritikusok pedig képzett versmondónak és kitartó támogatónak minősítették. 
A Horvát Írószövetség főszervezője (1900) és első elnöke. Számos folyóirat munkatársa volt a Gajeva Danicától (1835) a Savremenikig (1910). Közreműködött a Nevena és a Vijenac folyóiratokban is. Az irodalmat elsősorban a nemzeti problémák megoldása eszközének tekintette, így nem hagyott fel a maradandó irodalmi értékű munkával. Hetvenöt évig tevékenykedett a horvát irodalomban, mely során többnyire hű maradt kezdeti reneszánsz-romantikus irányultságához. 
A horvát irodalmat többen két horvát költő hosszú életével és költészetével jelölték. A tizenkilencedik századot Ivan Trnski, a huszadik századot Dragutin Tadijanović munkássága jellemezte. Életművét a romantikus hangvételű szerelmi és hazafias dalok uralják, bár alkalmi és vallásos dalszövegeket is írt. A Popjevka és menyasszonya irgalmassága (1881) című népies hangvételű versgyűjteményéből sok költői szöveget megzenésítettek, és néhányat a mai napig előadnak. Szonettgyűjteményt írt a Plitvicei-tavak szépségeiről (Jezerkinje, 1886). Többnyire elfeledett epikus költeményei főként irodalmi folyóiratokban, vagy külön kiadásban jelentek meg. Nevezetesek útleírásai is.
Egykor nagy költőként ünnepelték, később azonban leginkább újjáélesztő munkásságát emelték ki. Irodalmi érdemeit az utóbbi időben a horvát romantikusok első nemzedékének képviselőjeként hangsúlyozzák, aki utat nyitott a horvát költők következő generációinak. 

## Főbb művei
- Pjesme (1842; versek)
- Zvekan opet a svietu (1844.)
- Kriesnice, I-III (1863., 1865., 1882; versek)
- Sveta priča o solunskoj braći (1863; eposz)
- Sigetski junak (1866; eposz)
- Učitelj Dobrašin (1871; elbeszélések)
- Popievke mu i milostnice mladjenke (1881.)
- Svakolika mu djela, I-II, (1881.,1882.)
- Ana Lovićeva, (1890; eposz)
- Jezerkinje (1886; szonettgyűjtemény)
- Plitvička jezera (1893; útleírás)
- Ban Berislavić (1896; eposz)
- Božićna slava i mir božanje (1897.)
- Putne uspomene iz godine 1898. (1899; útleírás)
- Slava Krapine (1905; versek)
- Pripovijesti (1910.)

## Kitüntetései
- Ferenc József-rend
- Osztrák Császári Vaskorona-rend II. osztálya
- Nagy Szent Gergely-rend (pápai)
- Medjidie-rend (török)
- Kard-rend (Svärdsorden, Svédország)

## Emlékezete
Több oktatási és kulturális intézmény viseli a nevét:
- Ivan vitez Trnski Általános Iskola Nova Račában
- Ivan Trnski Gimnázium Hrvatska Kostajnicában
- Ivan vitez Trnski kulturális és művészeti társaság Kamarcsán
- Ivan vitez Trnski kulturális és művészeti egyesület Nova Račában[5]

Az Ivan Trnski Napok a Horvát Írószövetség podravina-prigorjei szervezete által 2011 óta szervezett tudományos és irodalmi rendezvény.  Irodalomtudományi kollokviumból áll, amely Ivan Trnski és más podravinai és prigorjei írók életéről és munkásságáról, valamint az Ivan Trnski irodalmi díj odaítéléséről szól.
Az Ivan Trnski Irodalmi Díjat a Podravina, Križevci-Prigorje és Bjelovar-Bilogora területekről származó, legfeljebb 35 éves szerzők legjobb kiadatlan irodalmi kéziratának (költészet, próza vagy dráma) ítélik oda.

## Fordítás
Ez a szócikk részben vagy egészben  az   Ivan Trnski című horvát Wikipédia-szócikk ezen változatának fordításán alapul.  Az eredeti cikk szerkesztőit annak laptörténete sorolja fel. Ez a jelzés csupán a megfogalmazás eredetét és a szerzői jogokat jelzi, nem szolgál a cikkben szereplő információk forrásmegjelöléseként.